# Brotomys voratus
A Brotomys voratus az emlősök (Mammalia) osztályának a rágcsálók (Rodentia) rendjébe, ezen belül a tüskéspatkányfélék (Echimyidae) családjába tartozó kihalt faj.
Az állat a Brotomys emlősnem típusfaja.

## Előfordulása
Ez az állat Hispaniola szigetének mindkét országában, Haitiben és a Dominikai Köztársaságban is honos volt.A Brotomys nem típusfaja volt.

## Kihalása
Egyetlen ember Gonzalo Fernandez de Oviedo y Valdez adott jelentést egy Mohuy nevű állatról, amelynek leírása megegyezik a fajjal.